# Tathatā
 (novembre 2013).
Si vous disposez d'ouvrages ou d'articles de référence ou si vous connaissez des sites web de qualité traitant du thème abordé ici, merci de compléter l'article en donnant les références utiles à sa vérifiabilité et en les liant à la section « Notes et références ».
Le terme tathatā (sanskrit, pali : तथता tathatā ; chin. 真如, zhēnrú, Wade : chen-ju ou 眞如 ; cor. 진여, jinyeo ; jap. 真如, shinnyo ;  tib. de bzhin nyid ; viet. chân or chơn như) est généralement traduit par ainsité, ainséité  (formé à partir du mot ainsi et du suffixe conceptuel —ité) et par certains par il y a. Il désigne la véritable nature de la réalité à un moment donné.
Ce concept est central dans le bouddhisme mahāyāna (qui l'assimile au dharmakāya ou au tathagatagarbha), dans le bouddhisme zen, ainsi que dans le bouddhisme chán.

## Description
Ce terme est complémentaire de la vacuité (śūnyatā), en ce sens que bien que tous les phénomènes aient la nature de la vacuité, ils ont leurs caractéristiques phénoménales propres (tathatā ou dharmatā). Ainsi le Bouddha lui-même est « vide », tout en étant différent des autres êtres (il est « venu ainsi », tathāgata).
Selon Nāgārjuna, les caractères de l'ainsité sont les suivants :
- non connue par l'enseignement d'autrui, mais pénétrée par la prajna selon un mode non-dual ;
- « apaisée », libre de nature propre ;
- non discursive, non exprimée par la parole ;
- non conceptuelle, non liée aux mouvements de l'esprit ;
- sans diversité (l'ainsité de tous les phénomènes est du même ordre).